# Генетическая история Южной Азии

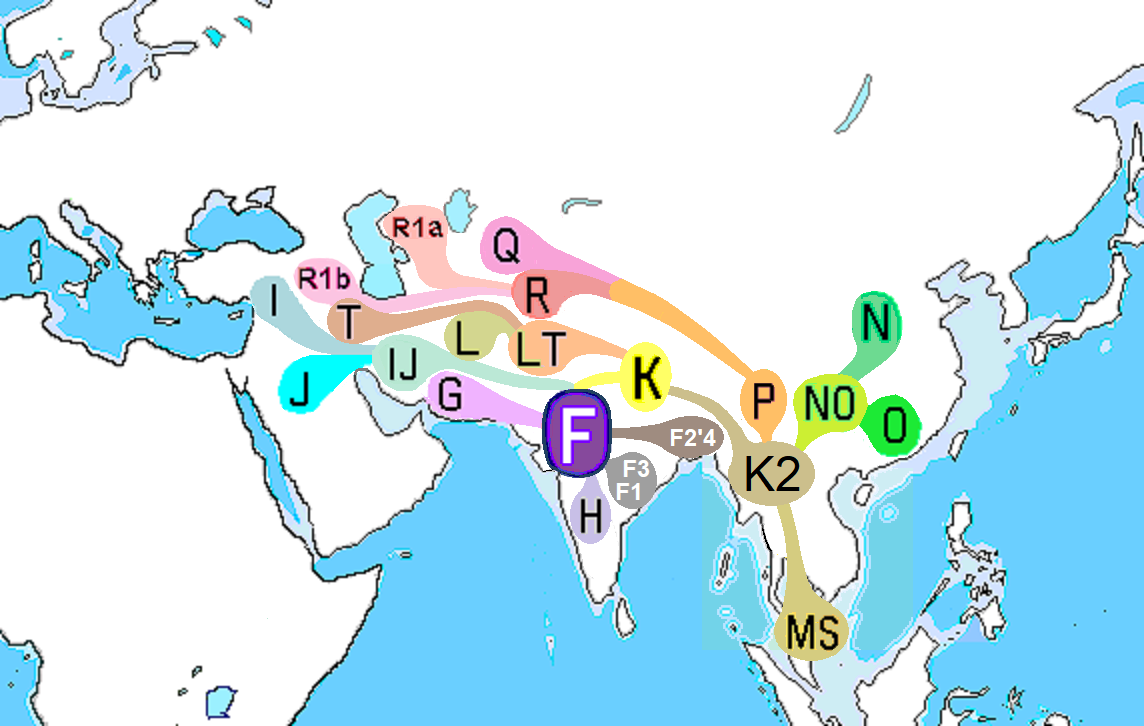

Согласно наиболее признанной в науке теории человечество зародилось в Африке, однако люди еще до конца ледникового периода, двигаясь по северному побережью Индийского океана, заселили Южную Азию, когда уровень мирового океана был существенно ниже и существовал материк Сундаланд. Самой архаической Y-хромосомной гаплогруппой характерной для Южной Азии считается гаплогруппа С, характерная как для австралийских аборигенов, так и для монголов. В Тибете сформировалась собственная гаплогруппа D, а в Индии — гаплогруппа F, от которой произошли: характерная для Кавказа G, «цыганский» ген Н, ближневосточная группа IJ, дальневосточная группа О, индейско-европейская группа Р (самые ранние представители которой жили в Южной Сибири). В целом для Индии характерно генетическое многообразие.
«Доарийская» хараппская цивилизация отождествляется с Y-хромосомной гаплогруппой L. Их потомками или родственниками являются дравиды. Им противостоят некогда вторгшиеся с севера индоарии, которые ассоциируются с субкладом Z-93 Y-хромосомной  гаплогруппы R1a, который не обнаружили у хараппцев в Ракхигархи. Г. Д. Позник из Стэнфордского университета показал, что взрывообразный рост числа потомков основателя Y-хромосомной гаплогруппы R1a1a1b2-Z93 произошёл в Южной Азии примерно 4,5—4 тыс. лет назад. Расширение маркеров R1a-Z93 в промежуток между 4500 и 4000 лет назад на несколько столетий предшествует угасанию и краху Индской цивилизации..
У хараппцев из Ракхигархи в долине Инда, живших примерно 4600 л. н., не было генетического вклада из степей.
Различные индийцы унаследовали от 40 до 80% генов от популяции ANI (Ancestral North Indians), которые были похожи на жителей Ближнего Востока, Средней Азии и Европы. Другая группа предков индийцев — ASI (Ancestral South Indians) не похожа ни на один народ, проживающий за пределами Индии. Коренные жители Андаманских островов схожи только с ASI и не имеют генов ANI.
Исследование геномов 571 человека из 73 различных этнолингвистических групп Южной Азии (71 индийских и 2 пакистанских) показало, что главная фаза смешения популяций была в промежутке между 64 и 144 предыдущими поколениями (1856—4176 лет назад), причём это касается и таких изолированных народов как бхилы, чамары и каллары. У народов, разговаривающих на индоевропейских языках, соединение генов произошло около 72 поколений назад.
Смешение жителей Центральной Азии, говорящих на арийских языках, с коренными жителями Индийского субконтинента произошло между 1500 годом до н. э. и 1000 годом до н. э. с образованием кластера ANI (Ancestral North Indian). ANI это смешанный кластер, который несёт в себе сильное присутствие Y-хромосомной гаплогруппы R1a. Кластер ASI (Ancestral South Indians) сложился в результате смешения иранских фермеров и местных дравидов. Подсчитано, что смешение кластеров ANI и ASI произошло после 500 года до нашей эры.
Анализ геномов 523 человек, живших в период от 14 тыс. лет назад до 300 лет назад, показал, что от  7,4 до 5,7 тыс. лет назад на территории современного Пакистана и Северной Индии произошло смешение иранских фермеров и коренных жителей Южной Азии, родственных современным жителям Андаманских островов, а 4—3 тысячи лет назад кочевые степные народы мигрировали из Средней Азии на юг и смешались с представителями индской цивилизации, их потомками являются современные жители севера Индии. Датировка прибытия носителей австроазиатских языков в Южную Азию на основе оценок расширения Y-хромосомной гаплогруппы O2a1-M95 дала даты между 3000 и 2000 годом до нашей эры.